# Xã Chamberlain, Quận Brule, South Dakota
Xã Chamberlain (tiếng Anh: Chamberlain Township) là một xã thuộc quận Brule, tiểu bang Nam Dakota, Hoa Kỳ. Năm 2010, dân số của xã này là 191 người.